# Baby Face Nelson

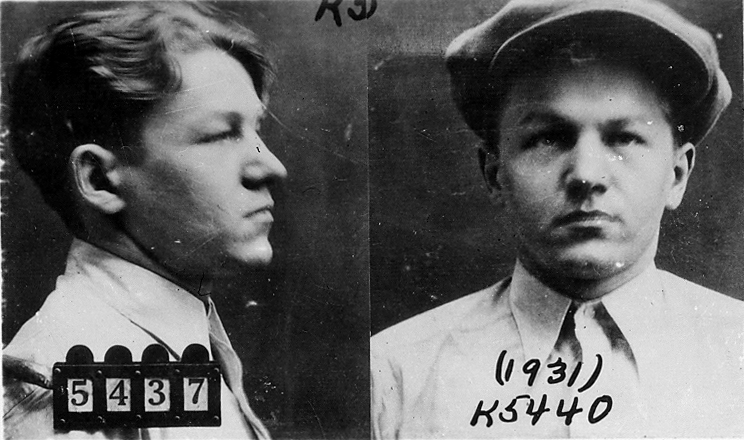
Gevangenisfoto van Baby Face Nelson uit 1931.

Lester Joseph Gillis (Chicago, 6 december 1908 – Barrington, 27 november 1934) was een Amerikaanse gangster. Hij was beter bekend onder het pseudoniem George Nelson of zijn bijnaam Baby Face Nelson.

## Biografie

### Jeugd
Lester Joseph Gillis was het zevende kind van Joseph Gillis en Marie Douget. Zijn vader Joseph was een Belgische leerlooier die ergens in de 19de eeuw naar de Verenigde Staten was geëmigreerd. Marie Douget behoorde tot de middenstand. Ze kwam uit een Belgische familie van landbouwers en emigreerde in 1889, enkele jaren na Joseph, naar de Verenigde Staten. Joseph en Marie kenden elkaar al van in België en trouwden uiteindelijk in de Verenigde Staten.
Op 6 december 1908 kregen ze hun zevende kind: Lester. De opvoeding werd door de vader overgelaten aan de moeder. De vader had slechts enkele regels: zijn kinderen mochten zijn auto niet aanraken en mochten niet met wapens spelen. Ondanks een liefdevolle opvoeding kwam Lester snel in de criminaliteit terecht. Hij groeide op in Chicago, in een buurt genaamd The Patch. Hij zat zelden in de schoolbanken, maar ging uiteindelijk toch zo'n acht jaar naar school. In eerste instantie pleegde Lester kleine, bijna onschuldige diefstallen. Maar in geen tijd begon hij ook auto's te stelen en pleegde hij ook grotere diefstallen. In 1923 werd hij voor de eerste keer gearresteerd en een jaar naar een verbeteringsgesticht gestuurd. Rond die periode greep zijn vader Joseph vaak naar de drank. Een van de redenen daarvoor was vermoedelijk het criminele leven dat z'n 13-jarige zoon op dat moment leidde. Op 24 december 1924, op kerstavond, pleegde Joseph Gillis zelfmoord. Lester gaf zichzelf de schuld voor de dood van z'n vader en gaf een deel van het geld dat hij had gestolen aan zijn moeder om de familie te steunen.

### Huwelijk en kinderen
Tot in zijn late tienerjaren bleef Lester voornamelijk kleine misdaden plegen. In 1928 leerde hij Helen Wawzynak kennen. Ze was een verkoopster en woonde ook in Chicago. De twee werden verliefd en trouwden een jaar later, ondanks Helens ouders die het huwelijk afkeurden. Op 4 april 1930 werd hun eerste kind geboren, Ronald. Zo'n jaar later werd Lester gearresteerd. Hij werd veroordeeld tot het uitzitten van een gevangenisstraf van 12 maanden tot 10 jaar. Bij zijn arrestatie gaf hij zichzelf de naam George Nelson. Tijdens zijn verblijf in Joliet Prison liep er nog een rechtszaak tegen hem. Hij werd schuldig bevonden in die zaak en kreeg een straf die kon oplopen tot levenslang.
Op 17 februari 1932 werd Nelson van Wheaton weer naar Joliet Prison gebracht. De trein die Nelson naar de gevangenis moest brengen, was te laat en de gevangeniswagen was al terug vertrokken. Daarom besloot de man die Nelson moest bewaken om een taxi te nemen. Tijdens de rit haalde Nelson een wapen tevoorschijn en dreigde zijn bewaker te vermoorden. Vervolgens verplichtte hij de bestuurder en de bewaker om uit te stappen. Nelson vluchtte met de taxi weg. Vermoedelijk werd het wapen, dat Nelson tijdens zijn ontsnapping gebruikte, eerder in het station verstopt door zijn echtgenote Helen. Wat later dat jaar werd hun tweede en laatste kind, Darlene, geboren.

### Paul Chase
Na een kort verblijf in Reno trok Nelson naar Californië. Daar leerde hij Paul Chase kennen. Chase was een man die al heel zijn leven in Californië woonde. Hij was een gangster en hield zich vooral bezig met de illegale drankhandel die op dat moment in de Verenigde Staten een hoogtepunt bereikte. De twee werden erg goede vrienden en deden soms alsof ze halfbroers waren. Nelson stapte ook in de illegale drankhandel en werd een collega van Chase. Wat later verhuisde ook Nelsons echtgenote, Helen, naar Californië. Tot mei 1933 bleef Nelson in Californië alvorens naar Long Beach in Indiana te vertrekken.
In Indiana ontmoette Nelson verschillende andere gangsters onder wie Homer Van Meter. Vermoedelijk leerde Nelson in Indiana ook John Dillinger en diens bende kennen. In december 1933 nam Nelson contact op met Chase. De twee trokken een jaar samen op en vermoordden vermoedelijk een man in Minneapolis. De daders werden nooit gevonden. Maar het is wel geweten dat de daders wegreden in een auto met kentekenplaten uit Californië. Later ontdekte men dat de auto op naam van George Nelson stond. Chase en Nelson trokken, na een korte tussenstop in Bremerton, even naar Reno. Chase zou later onthullen dat Nelson in Reno een man had vermoord.

### John Dillinger

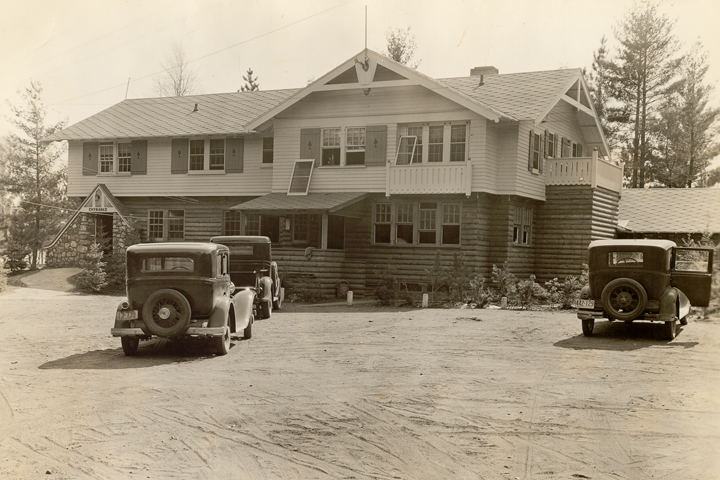
De Little Bohemia Lodge waar de beruchte schietpartij uit 1934 plaatsvond.

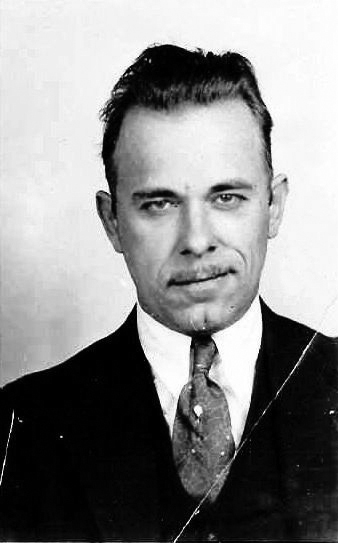
Baby Face Nelson werd lid van de bende van John Dillinger (foto).

In 1934 verhuisden Chase, Nelson en zijn vrouw Helen naar Chicago. Ze sloten zich er aan bij de bende van John Dillinger, die nog maar net uit een streng bewaakte gevangenis was ontsnapt. Ook Homer Van Meter en John "Red" Hamilton waren lid van de bende. Enkele dagen na de ontsnapping van Dillinger pleegde de bende een bankoverval in Sioux Falls. Nelson bracht een politieagent zware verwondingen toe. Wat later overvielen ze ook een bank in Mason City. Op 20 april 1934 verzamelde de bende zich in de Little Bohemia Lodge, ergens in de buurt van Rhinelander. De FBI werd door de uitbater van de Little Bohemia Lodge op de hoogte gebracht van het verblijf van de gangsters. Op 22 april arriveerde een groepje FBI-agenten onder leiding van Melvin Purvis. Het was avond. De agenten openden het vuur, maar raakten enkel onschuldige omstaanders. Hierdoor hadden de gangsters meteen door dat er agenten rond het gebouw stonden.
Dillinger, Van Meter en Hamilton konden via de achterkant ontsnappen. Tot hun eigen verbazing ontdekten ze dat deze kant van het gebouw onbewaakt was. De gangsters verspreidden zich in het bos rond de Little Bohemia Lodge. Ze stalen auto's en konden zo makkelijk ontsnappen.
Baby Face Nelson bestormde de FBI-agenten en schoot de ene kogel na de andere af. Purvis zelf probeerde terug te schieten, maar Nelson, die zich buiten bevond, geraakte toch terug in het gebouw en kon vervolgens langs de achterkant vluchten. Nelson liep het bos in, weliswaar in de andere richting dan de rest van de bende, en kon ontsnappen. Anderhalve kilometer verder gijzelde hij een onschuldig koppel. Hij dwong het tweetal om hem te vervoeren. Maar de wagen ging niet snel genoeg en dus verplichtte hij het koppel te stoppen in de buurt van een huis waar nog veel licht brandde. De eigenaar van het huis, Alvin Koerner, had meteen door wat er aan de hand was. Hij belde mensen uit de buurt op en kreeg snel hulp van enkele kennissen. Maar Nelson gijzelde ook hen en zag hoe er in de verte een wagen aankwam met daarin twee FBI-agenten en nog een derde man. Nelson opende het vuur. De derde man en één FBI-agent raakten zwaargewond. De tweede FBI-agent, W. Carter Baum, stierf aan z'n verwondingen. Nelson legde later uit dat hij niet begreep waarom Baum niet op hem had geschoten. Uit onderzoek bleek dat de veiligheidsgrendel van het wapen van Baum nog opstond.
Nelson nam de wagen van de agenten in beslag en reed weg. Na zo'n 20 à 30 km rijden kreeg hij een lekke band. Nelson probeerde de band tevergeefs te vervangen en ging vervolgens te voet verder. Hij vond onderdak bij een familie Ojibweg. Na een tijdje stal hij opnieuw een wagen en ging hij er weer vandoor. De drie vrouwen die ook tot de bende behoorden, onder wie Helen, werden in de Little Bohemia Lodge gearresteerd. Ze werden erg hard ondervraagd door de FBI en uiteindelijk voorwaardelijk vrijgelaten. Dillinger, Hamilton en Van Meter reden een dag na Little Bohemia Lodge dwars door een politieblokkade heen. Er vond ook een vuurgevecht plaats. Hamilton kreeg een kogel in de rug en stierf op 30 april of 1 mei. Hij werd snel en in het geheim begraven door Dillinger en nog enkele anderen, onder wie Nelson.
De FBI kreeg de weken nadien erg veel kritiek. Een van hun agenten was gestorven, onschuldigen waren gestorven en vele anderen waren zwaargewond. Bovendien wist de volledige bende van Dillinger te ontsnappen. De media eisten het ontslag van FBI-directeur J. Edgar Hoover en de schorsing van agent Melvin Purvis.

### Publieke vijand

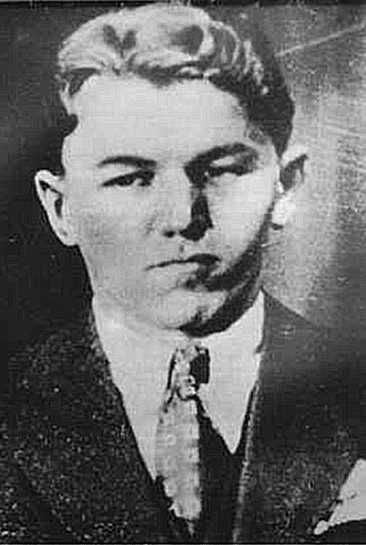
Baby Face Nelson (foto) werd na de dood van John Dillinger uitgeroepen tot Public Enemy #1.

De druk op Nelsons schouders werd erg groot. Het hele land was op zoek naar de gangsters en door zijn agressieve aanpak was Nelson zeker niet de meest geliefde van de bende van Dillinger. Eén voor één liepen de criminelen tegen de lamp. Ze werden uitgeroepen tot publieke vijanden. Na Hamilton stierf ook bendelid Tommy Carroll. Hij werd op 7 juni door de politie doodgeschoten in Waterloo. Carroll en diens vriendin Jean Crompton waren goede vrienden van Nelson. Het was dan ook een persoonlijke opdoffer voor Nelson toen hij vernam dat Carroll dood was. Nelson hield zich de weken nadien goed verborgen in de buurt van Chicago. Hij probeerde stiekem met zijn familieleden af te spreken, zonder ontdekt te worden.
Pat Reilly, nog een bendelid dat in de Little Bohemia Lodge wist te ontsnappen, werd op 27 juni gearresteerd terwijl hij lag te slapen.
Drie dagen later overvielen Nelson, Dillinger, Van Meter en één of meer onbekende mannen een bank in South Bend. Een van de onbekende mannen was vermoedelijk Pretty Boy Floyd. Dit werd bevestigd door een vriend/collega van Nelson en enkele ooggetuigen. Sommigen denken dat ook Jack Perkins er bij was. Hij was een jeugdvriend van Baby Face Nelson. Een agent die de bankoverval snel opmerkte, werd door Van Meter doodgeschoten. Nelson zelf schoot op een plaatselijke juwelier die net voordien op hem had geschoten. Nelson werd in de borst geraakt, maar droeg een kogelvrij vest en kwam dus goed weg. Ondertussen probeerde een jongeman om Nelson vast te pakken. Van Meter gaf met zijn wapen de jongen een slag in zijn gezicht. Ondertussen kwam Dillinger en (vermoedelijk) Floyd naar buiten met de buit en drie gegijzelden. De politie bleef ondanks de gegijzelden schieten. Van Meter werd aan het hoofd geraakt, maar kon herstellen. De bende kon ontsnappen. Later zou blijken dat dit hun laatste overval was.
In juli keerden Nelson, zijn echtgenote Helen en zijn vriend Paul Chase terug naar Californië. Ondertussen bleef de FBI gretig op zoek gaan naar de gangsters. Op 15 juli keerden ze terug naar Chicago. De bende kwam samen op een afgesproken plaats. Wanneer twee politieagenten hen benaderden, begon Nelson te schieten. De twee agenten raakten zwaargewond. De bende kon opnieuw ontsnappen.
Op 22 juli 1934 lokten Purvis en enkele FBI-agenten John Dillinger in de val. Dillinger werd doodgeschoten en Purvis riep Baby Face Nelson uit tot de nieuwe "Publieke Vijand #1". Op 23 augustus 1934 werd Homer Van Meter door politie in de val gelokt en doodgeschoten.

### Dood
Nelson trok terug naar het westen van het land. Hij hield halt in steden zoals Reno, Las Vegas, San Francisco en Sacramento. Op 22 oktober 1934 werd Pretty Boy Floyd doodgeschoten. Op 1 november 1934 keerde Nelson terug naar Chicago. De FBI had ondertussen een schuilplaats van Nelson ontdekt. Het ging om de Lake Como Inn in Lake Geneva. De FBI vermoedde dat Nelson daar tijdens de winter zou schuilen. Op 27 november trokken Nelson en Chase naar de Lake Como Inn. De FBI was verrast en niet erg voorbereid op de komst van de twee gangsters. De twee konden vluchten nog voor er één kogel werd afgevuurd. Ze reden weg in een zwarte Ford V8 met kentekenplaat 639-578. De politie ging meteen op zoek naar de mannen en hun wagen.
Dezelfde dag reden Nelson, zijn echtgenote Helen en Chase op een weg met hun auto. In de tegenovergestelde richting zagen ze een andere auto aankomen. In die wagen zaten twee FBI-agenten, Thomas McDade en William Ryan. Nelson en de agenten herkenden elkaar meteen. Nelson koesterde een diepe haat jegens politie- en FBI-agenten. Na heel wat ronddraaien met de wagen slaagde Nelson erin om achter de wagen van de twee FBI-agenten uit te komen. Nelson achtervolgde hen en opende samen met Chase het vuur. De wagen van de agenten werd oncontroleerbaar en slingerde van de weg. De twee inzittenden overleefden de klap en wachtten angstig tot Nelson en Chase zouden verschijnen. Maar de twee daagden niet op want Ryan had met een schot onbewust de radiator van Nelsons auto vernield. Bovendien werden Nelson en Chase nu achtervolgd door een nieuwe wagen, een Hudson, die bestuurd werd door FBI-agenten Herman Hollis en Samuel P. Cowley. Hollis had een maand eerder Pretty Boy Floyd gedood.
De achtervolging draaide uit in het voordeel van de achtervolgende agenten. Nelsons wagen verloor snelheid en hij reed daarom erg wild Barringtons North Side Park in. Hij hield halt bij een tankstation terwijl de twee agenten het vuur openden. Zo'n 30 omstanders waren getuige van de schietpartij. Op aanraden van Nelson vluchtte Helen een open veld in. Ze draaide zich om en zag hoe Nelson geraakt werd. Nelson zag de ernst van zijn wonde in en besloot daarom om op de agenten af te stappen. Hij lag onder hevig vuur maar hij schoot snel terug. Cowley liep even weg en probeerde dan opnieuw te schieten, maar zijn kogels waren op. Nelson schoot hem genadeloos neer.
Dan vuurde Hollis een geweer af. Nelson werd in zijn been geraakt, maar stond meteen weer recht. Hollis liep naar de andere kant van de straat en probeerde opnieuw te schieten. Nelson begon vervolgens hevig te schieten en Hollis stuikte in elkaar.
Vervolgens vluchtten Nelson, Helen en Chase met de Hudson van de twee dode agenten. Nelson werd negen keer geraakt tijdens het vuurgevecht. Ze reden naar een schuilplaats. Nelson legde zich op een bed en stierf enkele uren later aan de zijde van zijn echtgenote.
Hollis werd in het ziekenhuis meteen dood verklaard. Hij had verschillende hoofdwonden. Cowley werd naar een ziekenhuis gebracht maar stierf wat later ook aan zijn verwondingen. Hij was na Baum en Hollis de derde FBI-agent die door Nelson werd vermoord. Voor zijn dood sprak Cowley nog even met Melvin Purvis. Na een anonieme tip vond de politie het lichaam van Nelson terug. Het lijk was in een witte doek gewikkeld en lag in de gracht tegenover het kerkhof van Skokie. Na enkele dagen alleen rondgedwaald te hebben, gaf Helen zich aan bij de politie. Ze was nog steeds voorwaardelijk vrij omwille van haar deelname aan de Little Bohemia Lodge. Ze ging voor een jaar de gevangenis in. Chase werd later opgepakt en naar Alcatraz gestuurd.
Baby Face Nelson en zijn echtgenote Helen Nelson werden op het Sint-Jozef Kerkhof in River Grove begraven.

## Al Capone

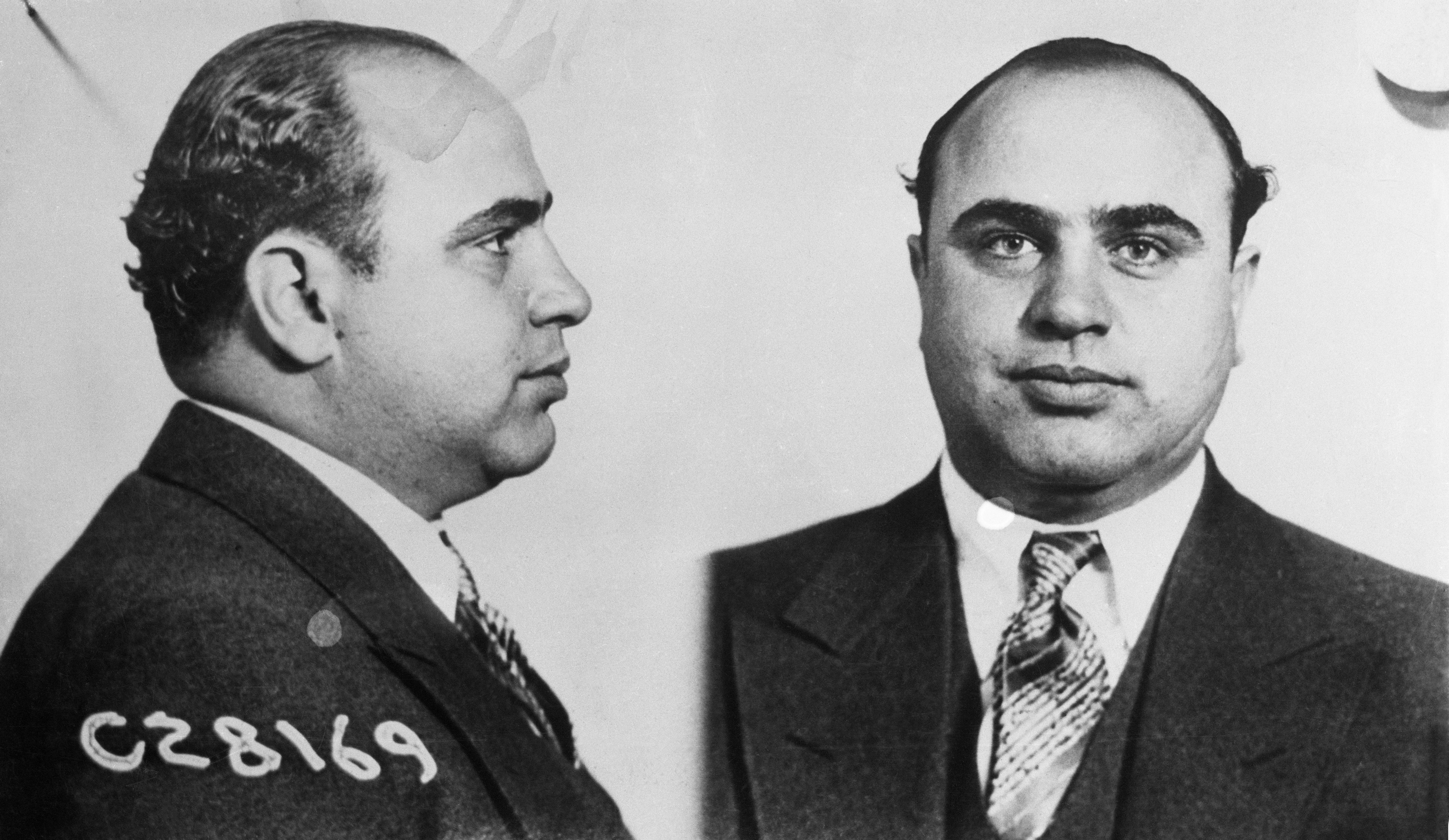
Baby Face Nelson werkte nog even in dienst van Alphonse "Al" Capone (foto).

Sommige bronnen vermoeden dat Baby Face Nelson banden had met de bekende maffiabaas Al Capone. Nelson was nog maar een tiener toen hij lid zou zijn geworden van de bende van Capone. Maar omwille van Nelsons temperament en zijn extreem agressieve aanpak zijn Capone en Nelson nooit goede vrienden geworden en was de samenwerking van korte duur.
Capone had een van zijn mannen op pad gestuurd om zware jongens te zoeken. Die zware jongens konden afpersingen doen in dienst van de organisatie van Capone. De man die naar zware jongens op zoek ging, heette Jack McGurn. Hij was een van de bedenkers van de St. Valentine's Day Massacre. Hij vond al snel Nelson, die toen nog gewoon Lester Gillis heette. Gillis blonk uit in het afpersen en kreeg al snel een reputatie. In geen tijd klom hij hogerop en werkte hij voor Al Capone. Maar zijn agressieve aanpak kwam niet overeen met de vredevolle onderhandelingen die Capone in gedachten had. Steeds meer begon de organisatie zich aan Gillis te storen en dus raadde McGurn hem aan om op te stappen. Gillis was razend maar besefte achteraf dat McGurn zijn leven gered had door hem te laten opstappen.
Na deze korte werkperiode voor de georganiseerde misdaad begon Lester Gillis aan een carrière als bankovervaller.

## Cultuur
Baby Face Nelson was als personage in verscheidene films te zien.
- In de actierijke serie Gang Busters (1952) werd de gangster vertolkt door Robert Kendall. De acteur speelde hem ook in de film Ma Barker's Killer Brood (1960).
- Mickey Rooney vertolkte hem in de film Baby Face Nelson (1957). Niet te verwarren met Babe Face Nelson (1995) waarin hij vertolkt wordt door C. Thomas Howell.
- John Ashley speelt de gangster in Young Dillinger (1965) en Richard Dreyfuss in Dillinger (1973).
- In de televisiefilms The Kansas City Massacre (1975) en Dillinger (1991) wordt hij vertolkt door respectievelijk Elliott Street en Kurt Naebig.
- In het komische O Brother, Where Art Thou? (2000) van Joel en Ethan Coen wordt George Nelson gespeeld door Michael Badalucco.
- De televisieserie Crime Wave: 18 Months of Mayhem (2008) liet de vertolking over aan acteur Jason Leith.
- In Public Enemies (2009) van regisseur Michael Mann wordt Baby Face Nelson gespeeld door Stephen Graham.
- 'Baby Face Nelson' is de naam van een Utrechtse honky-tonk punkrock-band.